# Susan Zuccotti
Susan Sessions Zuccotti (1940-) est une historienne américaine, spécialiste de la Shoah.

## Éléments biographiques
Susan Zuccotti est titulaire d'un doctorat (Ph.D.) en histoire européenne moderne de l'Université Columbia de New York. Elle enseigne l'histoire de la Shoah au Barnard College et au Trinity College.
Elle est l'épouse de John E. Zuccotti (1937- novembre 2015).

## Ouvrages de Zuccotti
- (en) The Italians and the Holocaust: Persecution, Rescue and Survival, University of Nebraska Press, 1996. [l'Édition originale est de 1987].  (ISBN 0803299117),  (ISBN 978-0803299115)
- (en) The Holocaust, the French and the Jews. University of Nebraska Press, 1993.  (ISBN 0-8032-9914-1),  (ISBN 978-0-8032-9914-6)
- (en) Under His Very Windows: The Vatican and the Holocaust in Italy, Yale University Press, 2002. [Reprint. Édition originale est de 2000].  (ISBN 0300093101),  (ISBN 9780300093100)
- (en) Two popes and the Holocaust: an examination of the controversy. 2005
- (en) Holocaust odysseys: the Jews of Saint-Martin-Vésubie and their flight through France and Italy, Yale University Press, 2007.  (ISBN 0300122942),  (ISBN 9780300122947)
- (en) Père Marie-Benoît and Jewish Rescue: How a French Priest Together with Jewish Friends saved Thousands during the Holocaust. Indiana University Press, 2013.  (ISBN 0253008662)  (ISBN 9780253008664)

## Honneurs
- National Jewish Book Award for Holocaust Studies.
- Premio Acqui Storia for The Italians and the Holocaust.
- National Jewish Book Award for Jewish-Christian Relations.
- Sybil Halpern Miton Memorial Prize of the German Studies Association for Under His Very Windows.